# Ye Qianyu
Ye Qianyu (xinès simplificat: 叶浅予, pinyin: Yè Qiǎnyú; Tonglu, 31 de març de 1907 - Beijing, 5 de maig de 1995) fou un pintor i artista xinés, conegut pel seu paper com a pioner del manhua. El 1928, va cofundar Shanghai Manhua, una de les primeres i més influents revistes d'historietes, i va crear Wang Xiansheng, una de les tires còmiques més famoses de la Xina.
Ye també va ser un mestre de la pintura tradicional xinesa i va ser el cap del Departament de Pintura Xinesa de l'Acadèmia Central de Belles Arts de la Xina. Durant la Revolució Cultural va ser perseguit i empresonat durant set anys.
Es va casar tres vegades. Els seus dos primers matrimonis, amb Luo Caiyun i la ballarina Dai Ailian, van acabar en divorci. El seu tercer matrimoni, amb l'estrella de cinema Wang Renmei, va durar més de 30 anys fins a la mort d'ella.

## Biografia
El seu nom de naixement era Ye Lunqi (葉綸綺), i ho va fer al comtat de Tonglu, província de Zhejiang el 1907. Tot i que des de menut li agradava pintar, no tenia ni els diners ni l'oportunitat de buscar una formació professional, el que l'obligava a ensenyar-se a pintar.
Als 18 anys, Ye es va traslladar a Xangai, on va trobar feina en una xicoteta revista de curta durada anomenada Sanri Huabao. La revista es va tancar quan l'exèrcit de l'Expedició del Nord de Chiang Kai-shek va arribar a Xangai l'abril de 1927.
Sense treball, Ye Qianyu, llavors de 20 anys, juntament amb els seus companys dibuixants Huang Wennong i Lu Shaofei van publicar una publicació dedicada a la manhua, anomenada Shanghai Manhua. La primera entrega semblava un cartell propagandístic i va ser un fracàs. Sense defallir, els tres autors, juntament amb huit artistes més com Zhang Guangyu, Ding Song i Wang Dunqing, van formar la Shanghai Sketch Society la tardor de 1927. Va ser la primera associació de la Xina dedicada al manhua, i la seua creació va ser un esdeveniment important en la història del còmic xinès.
Amb el lideratge de Zhang Guangyu, que va reclutar el ric poeta Shao Xunmei com a patrocinador, l'associació va rellançar amb èxit Shanghai Manhua el 21 d'abril de 1928. Ye va dibuixar diverses portades per a la revista, i la contraportada de la publicació escrivia la tira còmica Wang Xiansheng. Inspirada en la tira americana Bringing Up Father, retratant la vida quotidiana de les classes mitjanes i baixes de Xangai, el Sr. Wang es va convertir en un dels personatges més famosos de la Xina, i finalment es va adaptar al cine en 11 ocasions als anys 30 i 40.
El juny de 1930, Shanghai Manhua es va integrar a Shidai manhua, de la qual Ye es va convertir en editor mentre continuava la sèrie Wang Xiansheng.
El setembre de 1936, Ye Qianyu, Lu Shaofei i Zhang Guangyu van organitzar la Primera Exposició Nacional de manhua a Xangai. Va mostrar més de 600 dibuixos d'arreu del país. Després de l'èxit aclaparador de l'exposició, els artistes van formar l'Associació Nacional de Dibuixants Xinesos a la primavera de 1937. El moviment naixent, però, va ser interromput per la invasió japonesa uns mesos després.
Quan el Japó va envair la Xina i va ocupar Xangai el 1937, Ye Qianyu, juntament amb un grup de dibuixants de Xangai, van formar el "Cos de propaganda de manhua de salvació nacional", que incloïa artistes coneguts Zhang Leping, Lu Zhixiang, Te Wei i Hu Kao. L'amant de Ye, Liang Baibo, era l'única membre femenina. Finançat pel govern del Kuomintang, el cos va marxar de Xangai cap a l'interior per difondre propaganda antijaponesa. Primer van anar a Wuhan, però es van veure obligats a marxar quan la ciutat va caure a finals de 1938. Després van viatjar a Changsha, Guilin, i finalment a la capital de la guerra Chongqing. Van publicar 15 números de Resistance Cartoons abans que el govern interrompés el finançament.
Ye va marxar a Hong Kong abans de l'entrada dels japonesos el desembre de 1941, i va viatjar per Guizhou, Guangxi i Vietnam. El 1943 va treballar temporalment per al general nord-americà Joseph Stilwell com a corresponsal de guerra a l'Índia. Al llarg dels seus viatges va dibuixar molts esbossos d'escenes de guerra, inclosa una sèrie titulada Escape from Hong Kong.
Després de la rendició del Japó el 1945, Ye Qianyu va anar als Estats Units, on va fer una sèrie d'exposicions per mostrar i vendre les seues obres d'art.
El 1947, Ye es va convertir en professor a l'Acadèmia d'Art de Beijing. Després de la fundació de la República Popular de la Xina el 1949, va romandre a l'acadèmia, que es va transformar en l'Acadèmia Central de Belles Arts de la Xina. També va ser elegit vicepresident de l'Associació d'Artistes de la Xina. El 1954, va ser nomenat cap del Departament de Pintura Xinesa de l'Acadèmia. Va pintar prolíficament als anys 50, incloent obres tan representatives com Indian Dancing, Autumn of the Summer River i The Liberation of Beiping.
Quan va començar la Revolució Cultural el 1966, Ye Qianyu va ser acusat de ser un agent del Kuomintang (KMT) per haver dibuixat pintures i dibuixos de propaganda per al govern nacionalista durant la invasió japonesa. Els Guàrdies Rojos el van titllar de General Major del KMT, perquè estava millor pagat que un general real. Va estar empresonat durant set anys. Després del seu alliberament el 1975, se li va permetre tornar a treballar a l'Acadèmia Central de Belles Arts, com a conserge. Estigué a punt de morir d'un atac de cor l'any següent i va ser sotmès a una important operació el 1978. La seua dona Wang Renmei va donar suport a la família durant aquell període.
Ye Qianyu va ser rehabilitat políticament el 1979. El 1981 va ser nomenat vicepresident de l'Institut de Recerca de la Pintura Xina, i reelegit vicepresident de l'Associació d'Artistes de la Xina i membre del Comitè Nacional de la Conferència Consultiva. Va morir el 1995 a Pequín, als 88 anys.

## Vida personal

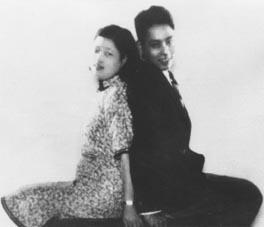
Ye Qianyu amb la primera esposa Luo Caiyun.

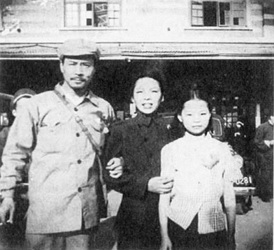
Ye Qianyu amb la segona dona Dai Ailian i la seua filla Ye Mingming.

Ye Qianyu es va casar tres vegades. Als 23 anys, es va casar amb Luo Caiyun, que era d'una família destacada a la seua ciutat natal, Tonglu. El matrimoni el van organitzar els seus pares. Va donar a llum un fill, Ye Shen, i una filla, Ye Mingming.
El 1935, mentre era editor de la revista Shidai Manhua, Ye es va enamorar de Liang Baibo, una de les primeres dibuixants xineses i creadora de la tira còmica Mifeng Xiaojie. Luo Caiyun va rebutjar la sol·licitud de divorci de Ye, però van acceptar separar-se legalment.
A l'inici de la guerra sino-japonesa, Liang Baibo es va unir a la unitat que feia propaganda bèl·lica amb Ye i marxaren a Wuhan. No obstant això, a Hubei Liang va conéixer i es va enamorar d'un pilot de la força aèria, i finalment el va seguir a Taiwan. Allà patiria una malaltia mental durant els seus últims anys i es va suïcidar cap al 1970.
El 1940, Ye Qianyu va conéixer la ballarina Dai Ailian a Hong Kong. Xinesa d'ultramar nascuda a Trinitat, Dai havia vingut a Hong Kong per donar suport a l'esforç de guerra. Tot i que Dai no sabia parlar xinés i Ye parlava poc anglés, es van enamorar i es van casar en poques setmanes. Soong Ching-ling, la vídua del president Sun Yat-sen, va presidir el seu casament. A causa d'una cirurgia fallida a Hong Kong, Dai no va poder tenir fills. Segons la filla de Ye Qianyu, Mingming, que vivia amb el seu pare i inicialment era hostil a la seua madrastra, Dai la va tractar com si haguera sigut la seua pròpia filla.
El 1950, Ye va passar més de mig any a Xinjiang. Quan va tornar a Pequín, Dai Ailian va demanar inesperadament el divorci, perquè s'havia enamorat de la seua parella de ball. Devastat; el divorci es va concretar el 1951. Dai Ailian va viure fins al 2006, i ara és coneguda com la Mare del ballet xinés.
L'última dona de Ye va ser Wang Renmei, una famosa actriu que s'havia casat anteriorment amb l'Emperador del Cinema, Jin Yan. Presentats per amics comuns, es van casar el 1955. El matrimoni va ser tempestuós des del principi, però va durar més de 30 anys, a través de l'agitació de la Revolució Cultural, fins a la mort de Wang el 1987.
Luo Caiyun, la primera esposa de Ye Qianyu, vivia amb el seu fill Ye Shen a Wuxi, Jiangsu. Quan Ye Qianyu va ser acusat de ser un agent del KMT i va ser tancat a la presó durant la Revolució Cultural, Luo va ser perseguida per ser la seua exdona. Es va suïcidar el 1970.